# Tungawan
Tungawan is een gemeente in de Filipijnse provincie Zamboanga Sibugay op het eiland Mindanao. Bij de laatste census in 2007 had de gemeente bijna 38 duizend inwoners.

## Geografie

### Bestuurlijke indeling
Tungawan is onderverdeeld in de volgende 25 barangays:
| - Baluran - Batungan - Cayamcam - Datu Tumanggong - Gaycon - Langon - Libertad - Linguisan - Little Margos - Loboc - Looc-labuan - Lower Tungawan - Malungon | - Masao - San Isidro - San Pedro - San Vicente - Santo Niño - Sisay - Taglibas - Tigbanuang - Tigbucay - Tigpalay - Timbabauan - Upper Tungawan |

## Demografie
Tungawan had bij de census van 2007 een inwoneraantal van 37.588 mensen. Dit zijn 4.394 mensen (13,2%) meer dan bij de vorige census van 2000. De gemiddelde jaarlijkse groei komt daarmee uit op 1,73%, hetgeen lager is dan het landelijk jaarlijks gemiddelde over deze periode (2,04%). Vergeleken met de census van 1995 is het aantal mensen met 9.036 (31,6%) toegenomen.

De bevolkingsdichtheid van Tungawan was ten tijde van de laatste census, met 37.588 inwoners op 473,28 km², 79,4 mensen per km².